# John Schwarz
John Henry Schwarz (* 22. November 1941 in North Adams, Massachusetts) ist ein US-amerikanischer theoretischer Physiker. Zusammen mit Michael Green gilt er als Vater der Super-Stringtheorie.

## Leben
Schwarz studierte an der Harvard University (Bachelor 1962) und promovierte 1966 an der University of California, Berkeley. Danach war er an der Princeton University, zunächst als Instructor und Lecturer, ab 1969 als Assistant Professor. 1972 ging er ans Caltech als Forscher (Research Associate, ab 1981 Senior Research Associate). 1985 wurde er dort Professor. Ab 1989 war er dort Harold Brown Professor of Theoretical Physics. Er war Gastprofessor an der École normale supérieure (1978/79), am Queen Mary College in London (1983, bei Michael Green), an der University of California, Santa Barbara (1986, 1993, 1998) und an der Rutgers University (1995). Von 1982 an war er Mitglied im Aspen Center of Physics.
2002 erhielt er den Dannie-Heineman-Preis für mathematische Physik und 1989 die Dirac-Medaille (ICTP). 1986 war er Fellow der American Physical Society und 1987 MacArthur Fellow. Seit 1997 ist er Mitglied der National Academy of Sciences sowie seit 2007 der American Academy of Arts and Sciences. Für 2014 wurden ihm der Physics Frontiers Prize und der Fundamental Physics Prize zugesprochen.

## Lehre
Viele Jahre lang war er einer der wenigen Physiker, die die Stringtheorie als mögliche vereinheitlichte Theorie der Wechselwirkungen (einschließlich der Gravitation) betrieben. Seine Arbeit mit Michael Green zur Quantentheorie von Superstrings mit dem Green-Schwarz-Mechanismus der Aufhebung von Anomalien in der Superstringtheorie führte zur sogenannten Ersten Superstring-Revolution von 1984, welche viel dazu beitrug, dass die Stringtheorie in den Hauptstrom der Theoretischen Physik Einzug hielt.

## Schriften
- mit Michael Boris Green, Edward Witten: Superstring Theory. 2 Bände. Cambridge University Press, 1987.
  - 1. Introduction. Cambridge [u. a.], ISBN 0-521-32384-3, ISBN 0-521-35752-7.
  - 2. Loop amplitudes, anomalies and phenomenology. Cambridge [u. a.], ISBN 0-521-32999-X, ISBN 0-521-35753-5.
- mit Katrin Becker, Melanie Becker: String Theory and M Theory – a modern introduction. Cambridge University Press, 2007.
- String theory – the early years. 2000, arxiv:hep-th/0007118
- mit Nathan Seiberg: String theory, unification, supersymmetry and all that. 1998. arxiv:hep-th/9803179
- The second superstring revolution. 1996. arxiv:hep-th/9607067